# Едгар Сајерс
Едгар Морис Вуд Сајерс (енгл. Edgar Morris Wood Syers; Брајтон, 18. март 1863 — Мејденхед, 16. фебруар 1946) био британски клизач у уметничком клизању који се такмичио у појединачној конкуренцији, као и у конкуренцији парова. У категорији мушкараца освојио је бронзану медаљу на светском првенству 1899. У 45-ој години такмичио се са својом женом, Меџ Сајерс на Олимпијским играма 1908. у Лондону где су освојили бронзану медаљу. Едгар Сајерс је такође био и тренер у уметничком клизању.